# Länsväg 237
Länsväg 237 går genom Örebro län och Värmlands län från Karlskoga (Gälleråsen) vid länsväg 205 till Storfors vid riksväg 26. Vägen går nordost om sjöarna Lonnen, Alkvettern och Ullvettern.